# 別所町近藤
別所町近藤（べっしょちょうこんどう）は、兵庫県三木市の大字。旧・美嚢郡別所村大字近藤。郵便番号は673-0451。

## 地理
三木市別所地区の北中部に位置する。東側は末広・西側は別所町西這田・南側は別所町東這田、別所町高木・北側は鳥町と接する。

## 歴史
元々は荒れ地であり、近藤文蔵が開発した。由来は近藤文蔵がこの地を開発したことにより、「近藤」の苗字をとり、「近藤新田」と名付けられ、後に近藤になった。

### 沿革
- 1954年6月1日 - 三木市を新設し、三木市別所町近藤になる。

### 字域の変遷
| 実施前               | 実施年       | 実施後           |
| -------------------- | ------------ | ---------------- |
| 美嚢郡別所村大字近藤 | 1954年6月1日 | 三木市別所町近藤 |

## 世帯数と人口
2022年（令和4年）7月31日現在の世帯数と人口は以下の通りである。
| 町丁       | 世帯数  | 人口  |
| ---------- | ------- | ----- |
| 別所町近藤 | 147世帯 | 313人 |

## 小・中学校の学区
市立小・中学校に通う場合、学区は以下の通りとなる。
| 番地 | 小学校             | 中学校             |
| ---- | ------------------ | ------------------ |
| 全域 | 三木市立三樹小学校 | 三木市立三木中学校 |

## 交通

### 鉄道
地内には鉄道は走っていない。

### バス
- 神姫バス
- みっきぃバス

### 道路
- 国道175号

## 施設
- ナフコ三木店資材館
- エーゼット三木工場
- 神戸エンジニアリング
- 近藤公民館